# Disophrys mellea
Disophrys mellea är en stekelart som beskrevs av Per Abraham Roman 1910. Disophrys mellea ingår i släktet Disophrys och familjen bracksteklar. Inga underarter finns listade i Catalogue of Life.